# Primo Zeglio
Primo Zeglio, noto anche con lo pseudonimo di Omar Hopkins (Buronzo, 8 luglio 1906 – Roma, 6 novembre 1984), è stato un regista, sceneggiatore e pittore italiano.

## Carriera
Primo Zeglio debuttò nel cinema come scenografo e aiuto regista di Duilio Coletti ed altri registi con cui lavorò a cavallo fra la fine degli anni trenta e l'inizio degli anni quaranta, periodo in cui curò anche le sceneggiature di varie produzioni.
Debuttò come regista nel 1943 con Accadde a Damasco, e continuò a lavorare per tutti gli anni cinquanta e sessanta, affrontando tutti i generi cinematografici in voga in quegli anni, come la fantascienza in ...4..3..2..1...morte (1967), l'azione con Il dominatore dei 7 mari (1962) e lo spaghetti western ne I due violenti (1964).
Oltre che regista, Zeglio fu anche pittore e fece parte delle redazioni delle riviste Il Selvaggio, L'italiano e Omnibus. Negli ultimi anni lasciò il cinema per dedicarsi all'esposizione delle proprie opere in varie mostre a Roma, città in cui morì il 6 novembre 1984. Sua moglie era l'attrice Paola Barbara. Il fratello, Secondo Zeglio, apparve come caratterista in qualche film degli anni '50, diretto da Giorgio Walter Chili.

## Filmografia parziale

### Regista
- Accadde a Damasco (1943)
- Febbre (1943)
- Genoveffa di Brabante (1947)
- Nerone e Messalina (1949)
- La vendetta del corsaro (1951)
- La figlia del diavolo (1952)
- Capitan Fantasma (1953)
- Dimentica il mio passato (1956)
- Il figlio del corsaro rosso (1959)
- Morgan il pirata (1960)
- Le sette sfide (1961)
- Il dominatore dei 7 mari (1962)
- Io, Semiramide (1962)
- L'uomo della valle maledetta (1964)
- I due violenti (1964)
- I 4 inesorabili (1965)
- Killer adios (1967)
- ...4..3..2..1...morte (1967)

### Aiuto regista
- Il ladro sono io! di Flavio Calzavara (1940)